# Kaisten (Argóvia)
Kaisten é uma comuna da Suíça, situada no distrito de Laufenburg, no cantão de Argóvia. Tem 18,11 km² de área e sua população em 2018 foi estimada em 2.670 habitantes.